# Gallina (Nuevo México)
Gallina es un lugar designado por el censo ubicado en el condado de Río Arriba en el estado estadounidense de Nuevo México. En el Censo de 2010 tenía una población de 286 habitantes y una densidad poblacional de 24,49 personas por km².

## Geografía
Gallina se encuentra ubicado en las coordenadas 36°13′48″N 106°48′31″O / 36.23000, -106.80861. Según la Oficina del Censo de los Estados Unidos, Gallina tiene una superficie total de 11.68 km², de la cual 11.67 km² corresponden a tierra firme y (0.09%) 0.01 km² es agua.

## Demografía
Según el censo de 2010, había 286 personas residiendo en Gallina. La densidad de población era de 24,49 hab./km². De los 286 habitantes, Gallina estaba compuesto por el 69.93% blancos, el 0% eran afroamericanos, el 0% eran amerindios, el 0% eran asiáticos, el 0% eran isleños del Pacífico, el 25.52% eran de otras razas y el 4.55% pertenecían a dos o más razas. Del total de la población el 90.21% eran hispanos o latinos de cualquier raza.